# Ereade (Antiochide)
Ereade (in greco antico: Ἐροιάδαι?, Eroiádai) era un demo dell'Attica. Non si sa con certezza dove fosse situato e non viene nemmeno nominato da varie fonti antiche, probabilmente venendo confuso con l'omonimo demo della tribù Ippotontide.